# سينوكلين
سينوكلينات عائلة بروتينية قابلة للذوبان شائعة في الفقاريات، وترتبط بالأنسجة العصبية وبعض الأورام.